# Police Wonton
Une police wonton (Wonton font en anglais) est une police de caractères mimétique dont le style visuel est destiné à exprimer un sens typographique de l'esthétisme est-asiatique, ou plus précisément chinois.
Conçues pour imiter les coups de pinceau utilisés dans les caractères chinois, les polices wonton transmettent souvent un sentiment d'orientalisme. À l’époque moderne, elles sont parfois perçus par la diaspora est-asiatique comme culturellement insensibles voire offensantes.

## Histoire
La première police commerciale de ce style a été brevetée en 1883 par la Cleveland Type Foundry sous le nom de Chinese (« Chinoise »), un nom qui est ensuite devenu Mandarin dans les années 1950. De nombreuses variantes de ce style de police sont par la suite apparues.

## Controverse
Certains Américains d'origine asiatique trouvent les polices wonton amusantes ou humoristiques, tandis que d'autres les trouvent offensantes, insultantes ou racistes,. L'utilisation de cette police est souvent critiquée lorsqu'elle est associée à des caricatures qui rappellent les images du Péril jaune de la fin du XIXe siècle et du début du XXe siècle. En 2002, le détaillant de vêtements américain Abercrombie & Fitch a fait face à une controverse lorsqu'il a produit une série de t-shirts avec des images de dents de lapin et des slogans en police wonton (les dents de lapin sont associées aux Asiatiques dans l'imaginaire raciste américain). Les Cubs de Chicago ont subi des réactions négatives de la part de la communauté américaine d'origine asiatique après qu'un t-shirt tout aussi offensant a été produit par un vendeur de vêtements indépendant en 2008,. En 2018, le Comité d'État républicain du New Jersey a été critiqué pour avoir envoyé un courrier politique décrivant le candidat coréen-américain Andy Kim comme « vraiment louche » et imprimé son nom dans une police wonton,,.

## Galerie

Illustrations
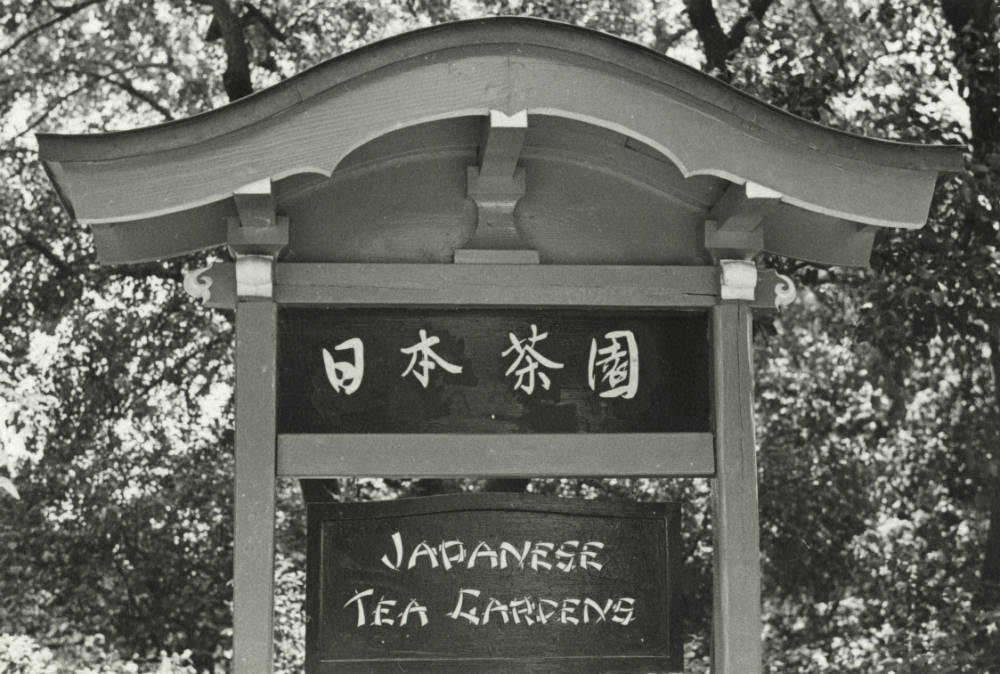
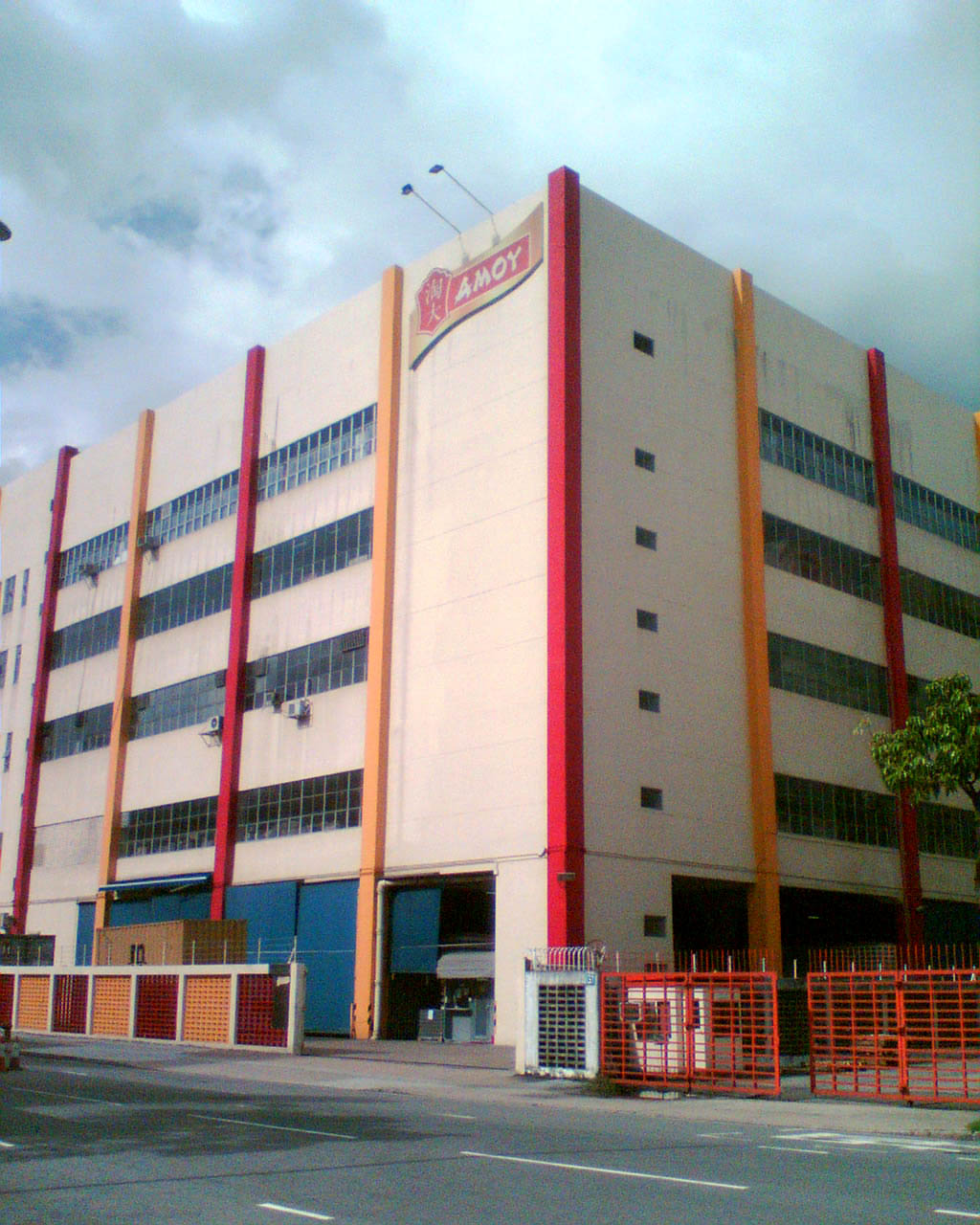
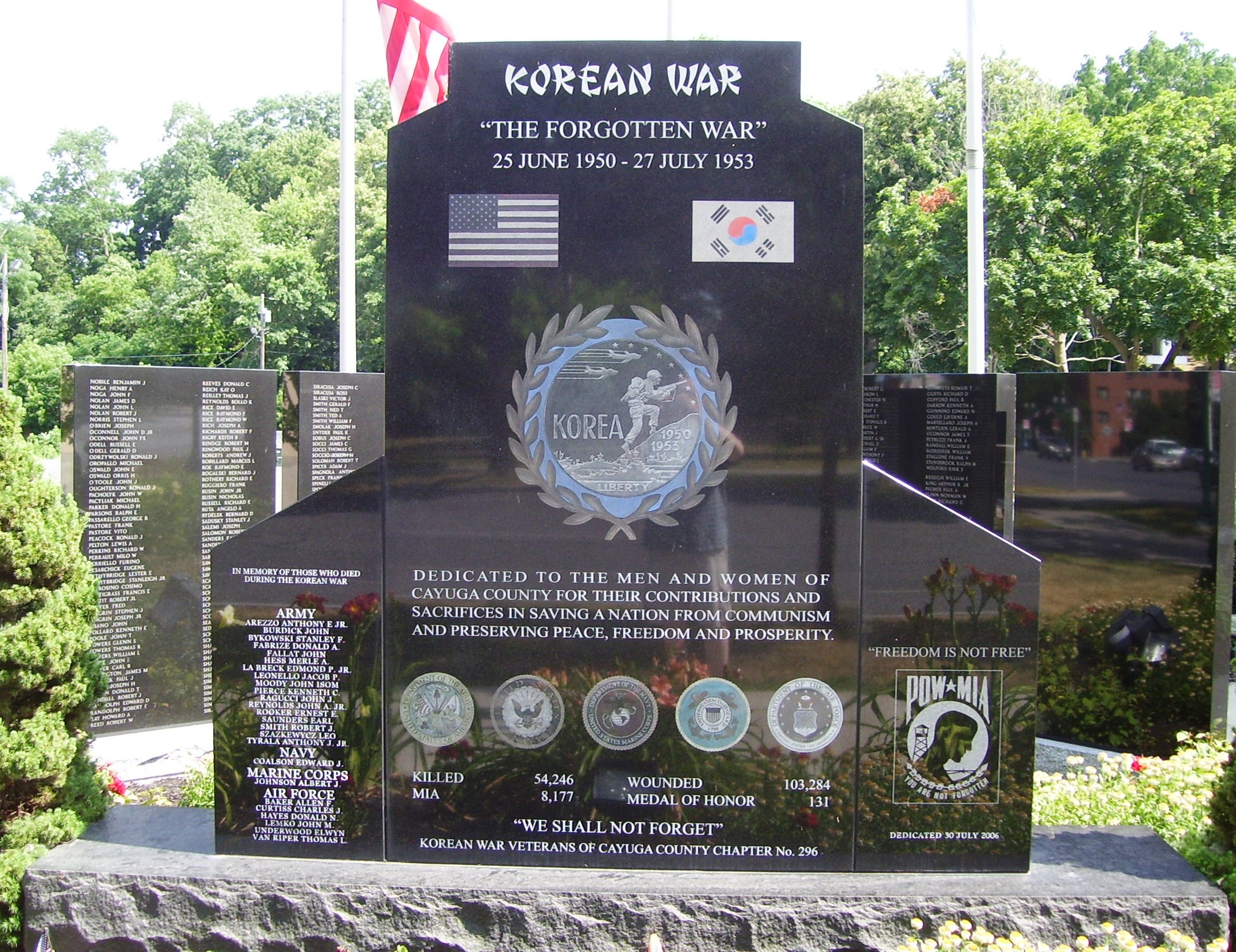